# Revolució Blanca

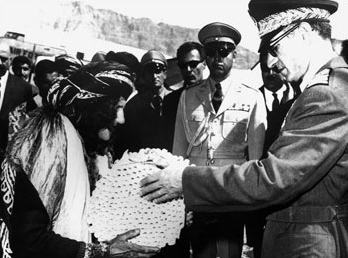
El Xa en la reforma agrària

La Revolució Blanca (persa: انقلاب سفید, Enghelāb-e Sefid) va ser una sèrie de reformes a l'Iran iniciades l'any 1963 pel xa Mohammad Reza Pahlavi. El programa de reformes del xa Mohammad Reza va estar bastit especialment per reforçar les classes socials que donaven suport al sistema tradicional. El xa va anunciar la Revolució Blanca com un pas cap a l'occidentalització, però també tenia motius polítics; s'anomena Revolució Blanca pel fet que no hi va haver vessament de sang) va ser una manera de legitimitzar la dinastia Pahlavi. En part el Xa va cercar crear una nova base que li donés suport entre els pagesos i la classe treballadora tot disminuint la influència dels grans propietaris i terratinents. També cercava que les classes baixes disminuïssin l'amenaça d'una classe mitjana hostil al règim. Així, la Revolució Blanca intentava fer les reformes des de dalt i mantenir els patrons de poder tradicionals. L'essència de la Revolució Blanca era una reforma agrària que permetés a la vegada mantenir els llaços del Xa amb l'aristocràcia urbana.
Per tal de legitimar la Revolució Blanca, el Xa va organitzar un referèndum nacional a principis de l'any 1963 en el qual 5.598.711 persones hi votaren a favor i 4.115 hi votaren en contra.

## Reformes
Mohammad Reza Shah va intentar fer una regeneració no violenta de la societat iraniana a través de reformes econòmiques i socials amb l'objectiu final de transformar Iran en un poder econòmic i industrial mundial. El Xa va introduir nous conceptes com el de compartir beneficis entre els treballadors i va iniciar un finançament massiu de projectes d'indústria pesant com també la nacionalització de boscos i de pastures. Tanmateix, el més important van ser els programes de la reforma agrària. Prop del 90% dels parcers iranians van esdevenir propietaris. Amb la reforma agrària, el govern va comprar la terra als propietaris i la va vendre a un preu baix als camperols, cosa que va alliberar del feudalisme a uns 9 milions de persones.
Es va afavorir l'educació i l'alfabetització.
La Revolució Blanca constava de 19 elements introduïts durant un període de 15 anys.

## Conseqüències
Durant la reforma hi va haver una revolució industrial menor. Es van millorar les instal·lacions del ports, es va expandir el ferrocarril i es van asfaltar algunes carreteres. També es van obrir moltes petites fàbriques. Es va incrementar el nombre de places escolars i es va augmentar el nivell d'alfabetisme del 26% al 42%. També hi va haver certes reformes en els drets de les dones, com va ser el dret de vot, de ser elegida per a càrrecs oficilas i com a advocada i jutgessa. Es va elevar l'edat de casament de les dones fins als 15 anys.
Tanmateix va augmentar el ressentiment de les classes mitjanes cap al Xa i en lloc d'aturar la revolució comunista (per a la qual es va crear) va preparar de forma inesperada la revolució islàmica.